# Israel Dow Frumkin

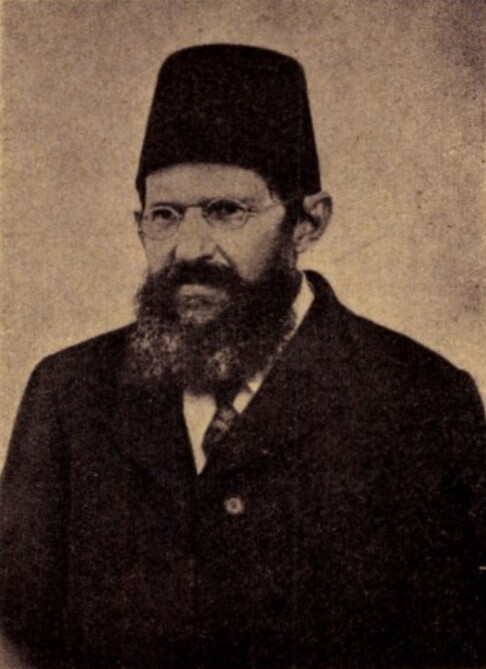
Israel Dow Frumkin (ohne Jahr)

Israel Dow Frumkin (auch: Israel Dov Frumkin; geboren 29. Oktober 1850 in Dubrovna, Kaiserreich Russland; gestorben 10. Mai 1914 in Jerusalem, Osmanisches Reich) war ein Pionier des hebräischen Journalismus, Autor mehrerer Bücher (zumeist Übersetzungen) und leistete wesentliche Beiträge zum geistigen Leben Jerusalems. 

## Leben
Israel Dow Frumkins Familie zog nach Jerusalem, als er neun Jahre alt war. Ab 1870 arbeitete er bei der hebräischen Zweiwochenschrift Chawatzelet mit, die von seinem Schwiegervater Israel Back herausgegeben wurde, und übernahm später die Zeitung. Da er auch die arabische Sprache beherrschte, unterhielt er gute Beziehungen mit der weit verzweigten Familie Husseini, die häufig den Jerusalemer Bürgermeister stellte. Ein weiterer Vertrauter Frumkins war der Effendi Ali Qutub, der seinerseits ein wenig Hebräisch sprach. Mit seiner Familie ließ sich Frumkin im Muslimischen Viertel nieder, wo er ein eigenes Haus erwarb, das ihm auch als Druckerei diente.   
In der Zeitung attackierte Frumkin die Korruption unter den Juden in Jerusalem, was dazu führte, dass er von seinen Gegnern attackiert, die Zeitung zeitweise verboten und er selbst sogar eingesperrt wurde. Nach der Jahrhundertwende ging die Bedeutung der Zeitung zurück, und sie wurde 1910 eingestellt. Frumkin wirkte innerhalb der Orthodoxie für eine Modernisierung des Jischuw. Er war auch Herausgeber des jiddischen Blattes Die Rose.  
Israel Dow Frumkin war der Vater von Gad Frumkin und des Anarchisten Abraham Frumkin (1872–1946).

### Zeitdokumente
- Gad Frumkin: Derekh schofet bi-Yeruschalayim. Dvir (Verlag), Tel Aviv 1954. (hebräisch)
- Nahum Sokolow: Sefer Zikkaron. Warschau 1890.

### Sachbuch
- Frumkin, Israel Dov. In: Encyclopaedia Judaica, 1973, Band 7, Sp. 210 f.